# Solveig Jørgensen
Solveig Jørgensen (...) è un'ex schermitrice danese, vincitrice di una medaglia d'oro, una d'argento ed una di bronzo ai campionati mondiali di scherma.